# 刘成鸣
刘成鸣（1963年2月—），男，汉族，四川广汉人，中华人民共和国政治人物、第十一届全国人民代表大会四川地区代表。

## 生平
1985年加入中国共产党。2001年毕业于四川省工商管理学院工商管理专业。2007年7月至2011年2月，担任中共内江市委副书记、市长。2011年2月至2015年6月，担任中共攀枝花市委书记。2015年6月，调任中共甘孜州委书记。2008年起担任全国人大代表。2020年5月，当选四川省政协副主席。